# 東泉寺 (下呂市)
東泉寺（とうせんじ）は岐阜県下呂市火打にある薬師如来を本尊とする臨済宗妙心寺派の寺院。山号は光明山。
天文年間（1532年-1555年）に桜洞城主三木良頼が禅昌寺4世希菴玄密を開山に招いて開いた。その際に寺領として五畝十五歩を附している。境内地が開けていたことから山号を切明山と称していたが、後に現寺号に改めている。
境内には本堂の他に青面金剛童子を祀る庚申堂がある。寺宝として江戸時代の木造薬師如来坐像、東嶺和尚筆紙本墨書出山釈迦図、白隠筆書跡、印版大般若経および駕籠を所蔵し、下呂市の文化財に指定されている。境外仏堂のうち焼石の囲繞堂（本尊：観世音菩薩）、火打の真如堂（本尊：観世音菩薩）および門和佐の説現堂（本尊：地蔵菩薩）がそれぞれ益田三十三観音霊場の5番、7番および8番札所になっている。